# Seznam melchitských patriarchů antiochijských
Melchitský řeckokatolický patriarchát antiochijský je jednou z pěti církví, která jsou pokračovateli starého antiochijského patriarchátu. Syrská melchitská církev prohlásila své společenství s Římem roku 1729, od té doby byl veden následujícími patriarchy:
- Cyril VI. Tanas (1724–1760)
- Maximos II. Hakim (1760–1761)
- Theodosius V. Dahan (1761–1788)
- Athanasius IV. Jawhar (1788–1794)
- Cyril VII. Siaj (1794–1796)
- Agapius II. Matar (1796–1812)
- Ignatius IV. Sarrouf (1812)
- Athanasius V. Matar (1813)
- Macarius IV. Tawil (1813–1815)
- Ignatius V. Qattan (1816–1833)
- Maximos III. Mazloum (1833–1855)
- Clement Bahouth (1856–1864)
- Řehoř II. Jussef-Sayur (1864–1897)
- Peter IV. Jaraijiry (1898–1902)
- Cyril VIII. Geha (1902–1916)
  - vakantní (1916–1919)
- Demetrius I. Qadi (1919 – 1925)
- Cyril IX. Moughabghab (1925 – 1947)
- Maximos IV. Saïgh (1947 – 1967)
- Maximos V. Hakim (1967 – 2000)
  - Jean Assaad Haddad jako apoštolský administrátor (2000)
- Řehoř III. Laham (2000 – 2017)
  - Jean-Clément Jeanbart jako apoštolský administrátor (2017)
- Youssef I. Absi (od 21. června 2017)